# Ormoy (Essonne)
Pour les articles homonymes, voir Ormoy.
Ormoy (prononcé [ɔʁmwa] ) est une commune française située à trente-deux kilomètres au sud-est de Paris dans le département de l'Essonne en région Île-de-France.
Ses habitants sont appelés les Ulméens.

## Géographie

### Situation
| Type d’occupation           | Pourcentage | Superficie (en hectares) |
| --------------------------- | ----------- | ------------------------ |
| Espace urbain construit     | 37,4 %      | 70,61                    |
| Espace urbain non construit | 9,0 %       | 17,00                    |
| Espace rural                | 53,6 %      | 101,10                   |
| Source : Iaurif             |             |                          |

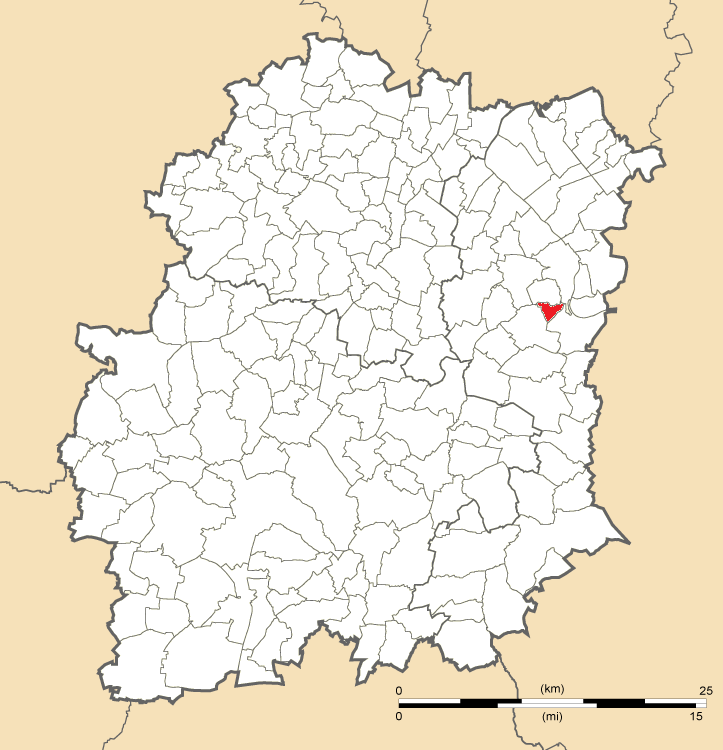
Position d’Ormoy en Essonne.

Ormoy est située à trente-deux kilomètres au sud-est de Paris-Notre-Dame, point zéro des routes de France, sept kilomètres au sud d'Évry, quatre kilomètres au sud-ouest de Corbeil-Essonnes, douze kilomètres au nord-est de La Ferté-Alais, quinze kilomètres à l'est d'Arpajon, quinze kilomètres au sud-est de Montlhéry, dix-neuf kilomètres au nord de Milly-la-Forêt, vingt-deux kilomètres au sud-est de Palaiseau, vingt-sept kilomètres au nord-est d'Étampes, trente-trois kilomètres au nord-est de Dourdan. Elle est par ailleurs située à soixante-douze kilomètres au sud-est d'Ormoy en Eure-et-Loir, cent huit kilomètres au nord-ouest d'Ormoy dans l'Yonne et deux cent soixante-douze kilomètres au nord-ouest d'Ormoy dans la Haute-Saône.

### Hydrographie
La commune est traversée par la rivière l'Essonne.

### Climat
Pour des articles plus généraux, voir Climat de l'Île-de-France et Climat de l'Essonne.
En 2010, le climat de la commune est de type climat océanique dégradé des plaines du Centre et du Nord, selon une étude du CNRS s'appuyant sur une série de données couvrant la période 1971-2000. En 2020, Météo-France publie une typologie des climats de la France métropolitaine dans laquelle la commune est exposée à un climat océanique altéré et est dans la région climatique  Sud-ouest du bassin Parisien, caractérisée par une faible pluviométrie, notamment au printemps (120 à 150 mm) et un hiver froid (3,5 °C). 
Pour la période 1971-2000, la température annuelle moyenne est de 11,5 °C, avec une amplitude thermique annuelle de 15,5 °C. Le cumul annuel moyen de précipitations est de 663 mm, avec 10,6 jours de précipitations en janvier et 7,5 jours en juillet. Pour la période 1991-2020, la température moyenne annuelle observée sur la station météorologique la plus proche, située sur la commune de Seine-Port à 8 km à vol d'oiseau, est de 11,3 °C et le cumul annuel moyen de précipitations est de 673,1 mm,. Pour l'avenir, les paramètres climatiques de la commune estimés pour 2050 selon différents scénarios d'émission de gaz à effet de serre sont consultables sur un site dédié publié par Météo-France en novembre 2022.

### Voies de communication et transports
Les lignes de bus 4308 et 4309 du réseau de bus Essonne Sud Est desservent la commune.

## Urbanisme

### Typologie
Au 1er janvier 2024, Ormoy est catégorisée grand centre urbain, selon la nouvelle grille communale de densité à sept niveaux définie par l'Insee en 2022.
Elle appartient à l'unité urbaine de Paris, une agglomération inter-départementale regroupant 407  communes, dont elle est une commune de la banlieue,,. Par ailleurs la commune fait partie de l'aire d'attraction de Paris, dont elle est une commune du pôle principal,. Cette aire regroupe 1 929 communes,.

## Toponymie
Anciennement Gormeium, Ulmetum, Ulmeium, Urmeium, Urmeia, Ormetum, Hurmeium[Quand ?], Ulmaya en 1352, Ormeyo au XIIIe siècle.
La commune fut créée en 1793 sous le nom d'Ormoy-lès-Essonnes, le Bulletin des lois de 1801 introduisit l'orthographe actuelle.
Il s'agit de la formation toponymique médiévale fréquente Ormoy. De l'oïl (ancien français) ormoi (variante de ormei, plus à l'ouest) « lieu planté d'ormes ».

## Histoire

### Moyen Âge
Des témoignages écrits attestent que village d'Ormoy s'est développé à l'époque carolingienne, au cours du Haut Moyen Âge,. Il s'établit définitivement autour de son église, qui date du XIIe siècle, et devient un village fortifié pendant le Moyen Âge central. D'anciens plans du village, datant de 1764, font état de la présence de deux portes de fortifications aux extrémités est et ouest de la rue principale ainsi que de la présence d'un ancien donjon.

### Époque moderne

#### XVIesiècle

Blason de Germain de Valenciennes.

Au début du XVIe siècle, Germain de Valenciennes, écuyer et essayeur général de la Chambre des monnaies, est seigneur des fiefs d'Ormoy, de Villabé et de Coupeau (un fief de Villabé, écrit aussi Coupeaux ou Couppau),. Il avait acheté au roi la justice de ces lieux. Mais, à la même époque, sous François Ier, le seigneur engagiste de Corbeil fait des poursuites pour la lui reprendre. Germain de Valenciennes possédait aussi à Paris l'hôtel dit de Petite-Bretagne que son père, Jean de Valenciennes, avait acheté avant 1449.
Germain de Valenciennes est mort en 1520. Il a été inhumé dans l'ancienne église Saint-Thomas-du-Louvre, située à proximité de l'hôtel de la Petite-Bretagne, aux côtés du corps de sa première femme, Antoinette Budé, petite fille de Dreux Budé. Près du porche de l'église, on pouvait lire l’épitaphe de Germain de Valenciennes :
« 
Cy-gist noble homme Germain de Valenciennes, en son vivant escuyer, (Sr) d'Ormoy, Coupeaulx et Villabé, et général essayeur du Roi, nostre sire, en sa chambre des monnoyes à Paris ; qui trespassa l'an 1520, le mardi 15e mars.
Et aussy gist noble damoiselle Anthoinette Budé, jadis sa première femme, laquelle décéda le mardy 21e d'avril 15..., après Pasques.
 »
À la mort de Germain de Valenciennes, l'hôtel de la Petite-Bretagne devient la possession de son fils Jean, de 1530 à 1565, puis d'Anne, Claude et Germain II de Valenciennes, les enfants de Jean de Valenciennes. L’hôtel de Petite-Bretagne est alors nommé hôtel de Coupeau car Germain II de Valenciennes est aussi seigneur d'Ormoy et de Coupeau.
En 1551, Anne de Valenciennes, fille de Pierre de Valenciennes, un descendant de Germain de Valenciennces, notaire et Secrétaire du roi et seigneur d'Ormoy, épouse Louis Budé, écuyer, seigneur de Montgeron et descendant lui aussi de Dreux Budé. Le contrat de mariage indique que Pierre donne à sa fille des terres du terroir d'Ormoy, près de Corbeil, et aux environs. Plus tard, dans un acte du daté du 22 avril 1573, Germain II de Valenciennes, écuyer, seigneur d'Ormoy et des Copeaux en partie, fait une donation à Claude de Troye, écuyer d'écurie du Roi et du duc de Nemours, son cousin issu de germain et à ses enfants des terres et seigneuries d'Ormoy (près de Corbeil), des Copeaux (près de Villabé), de Villoison (près de Villabé), d'Écharcon et de Montceaux (près de Corbeil), avec les droits qui y sont attachés. Ainsi, à la fin du XVIe siècle, les terres d'Ormoy sont la propriété de différents descendants de Germain de Valenciennes et de Dreux Budé.

#### XVIIesiècle

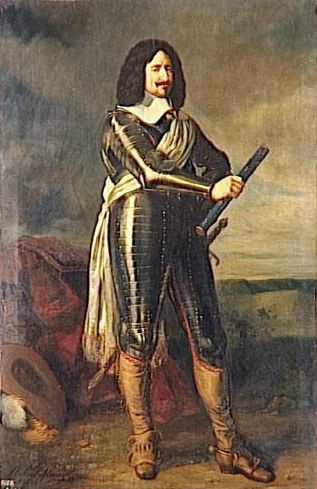
Nicolas V de Neufville de Villeroy, 1er duc de Villeroy, possesseur de la terre d'Ormoy.

La seigneurie de Villeroy, dont les terres se situaient sur la rive droite de l'Essonne entre Fontenay-le-Vicomte et Mennecy, est devenue la possession de Nicolas III de Neufville de Villeroy, Secrétaire d'État, vers 1580. Villeroy était au Moyen Âge une cure issue d'un démembrement de celle de Villabé détenue par les abbesses de l’abbaye de Yerres. Nicolas III de Neufville détient les trois hautes justices des villages de Villeroy, Fontenay-le-Vicomte et Mennecy. Vers 1597, il étend sa possession sur toutes les terres de la cure de Villeroy qui cesse d'être une paroisse. La seigneurie Villeroy est érigée en châtellenie en septembre 1610 en faveur de Nicolas IV de Neufville de Villeroy ; le fief d'Ormoy 
y est rattaché en mars 1612. Puis, en janvier 1615, la seigneurie et châtellenie de Villeroy est érigée en marquisat.
En septembre 1651, le roi Louis XIV érige le marquisat de Villeroy en duché-pairie en faveur du maréchal de France Nicolas V de Neufville de Villeroy, en récompense des services rendus au roi et à sa mère Anne d'Autriche, notamment lorsqu'il était gouverneur du jeune Louis. Les fiefs et paroisses environnants de Ballancourt, Chevannes et Villabé sont rattachés au duché de Villeroy en 1655. Ormoy devient ainsi une possession des ducs de Villeroy jusqu'à la Révolution. Le dernier duc, Gabriel Louis François de Neufville de Villeroy, est guillotiné le 28 avril 1794.

#### XVIIIesiècle
Jusqu'au milieu XVIIIe siècle, les villages d'Ormoy et de Villabé ne forment qu'une seule et même paroisse nommée Ormoy-Villabé. Ces deux villages sont séparés en deux paroisses distinctes par l’arrêt du Conseil du roi du 16 octobre 1759 pour la perception de la taille. Les deux paroisses appartenant ensemble à la subdélégation de Corbeil dans la généralité de Paris.

## Population et société

### Démographie

#### Évolution démographique
L'évolution du nombre d'habitants est connue à travers les recensements de la population effectués dans la commune depuis 1793. Pour les communes de moins de 10 000 habitants, une enquête de recensement portant sur toute la population est réalisée tous les cinq ans, les populations de référence des années intermédiaires étant quant à elles estimées par interpolation ou extrapolation. Pour la commune, le premier recensement exhaustif entrant dans le cadre du nouveau dispositif a été réalisé en 2007.

En 2022, la commune comptait 2 896 habitants, en évolution de +43,51 % par rapport à 2016 (Essonne : +2,89 %, France hors Mayotte : +2,11 %).
| 1793 | 1800 | 1806 | 1821 | 1831 | 1836 | 1841 | 1846 | 1851 |
| ---- | ---- | ---- | ---- | ---- | ---- | ---- | ---- | ---- |
| 190  | 208  | 185  | 168  | 186  | 229  | 257  | 236  | 247  |

| 1856 | 1861 | 1866 | 1872 | 1876 | 1881 | 1886 | 1891 | 1896 |
| ---- | ---- | ---- | ---- | ---- | ---- | ---- | ---- | ---- |
| 210  | 228  | 246  | 260  | 250  | 271  | 256  | 273  | 316  |

| 1901 | 1906 | 1911 | 1921 | 1926 | 1931 | 1936 | 1946 | 1954 |
| ---- | ---- | ---- | ---- | ---- | ---- | ---- | ---- | ---- |
| 302  | 271  | 268  | 239  | 258  | 303  | 313  | 287  | 335  |

| 1962 | 1968 | 1975 | 1982 | 1990 | 1999  | 2006  | 2007  | 2012  |
| ---- | ---- | ---- | ---- | ---- | ----- | ----- | ----- | ----- |
| 393  | 448  | 708  | 715  | 904  | 1 241 | 1 685 | 1 746 | 1 929 |

| 2017  | 2022  | - | - | - | - | - | - | - |
| ----- | ----- | - | - | - | - | - | - | - |
| 2 046 | 2 896 | - | - | - | - | - | - | - |

#### Pyramide des âges
En 2018, le taux de personnes d'un âge inférieur à 30 ans s'élève à 42,1 %, soit au-dessus de la moyenne départementale (39,9 %). À l'inverse, le taux de personnes d'âge supérieur à 60 ans est de 13,6 % la même année, alors qu'il est de 20,1 % au niveau départemental.
En 2018, la commune comptait 1 035 hommes pour 1 041 femmes, soit un taux de 50,14 % de femmes, légèrement inférieur au taux départemental (51,02 %).
Les pyramides des âges de la commune et du département s'établissent comme suit.
| Hommes | Classe d’âge | Femmes |
| ------ | ------------ | ------ |
| 0,1    | 90 ou +      | 0,4    |
| 3,3    | 75-89 ans    | 3,6    |
| 9,7    | 60-74 ans    | 10,0   |
| 21,1   | 45-59 ans    | 21,0   |
| 22,6   | 30-44 ans    | 24,0   |
| 18,1   | 15-29 ans    | 15,8   |
| 24,9   | 0-14 ans     | 25,2   |

| Hommes | Classe d’âge | Femmes |
| ------ | ------------ | ------ |
| 0,5    | 90 ou +      | 1,4    |
| 5,4    | 75-89 ans    | 7,2    |
| 12,9   | 60-74 ans    | 13,9   |
| 20     | 45-59 ans    | 19,4   |
| 19,9   | 30-44 ans    | 20,1   |
| 20     | 15-29 ans    | 18,2   |
| 21,3   | 0-14 ans     | 19,8   |

## Politique et administration

### Politique locale
La commune d'Ormoy est rattachée au canton de Mennecy, représenté par les conseillers départementaux Patrick Imbert (UMP) et Caroline Parâtre (UMP), à l'arrondissement d’Évry et à la deuxième circonscription de l'Essonne, représentée par le député Franck Marlin (UMP).
L'Insee attribue à la commune le code 91 2 16 468. La commune d'Ormoy est enregistrée au répertoire des entreprises sous le code SIREN 219 104 684. Son activité est enregistrée sous le code APE 8411Z.

### Liste des maires
| Période                                  | Période  | Identité           | Étiquette | Qualité                                                      |
| ---------------------------------------- | -------- | ------------------ | --------- | ------------------------------------------------------------ |
| Les données manquantes sont à compléter. |          |                    |           |                                                              |
| Inconnue                                 | 1905     | Etienne René Ravot |           |                                                              |
| Les données manquantes sont à compléter. |          |                    |           |                                                              |
| 1965                                     | 1972     | Raymond Gombault   |           |                                                              |
| 1972                                     | 1977     | Serge Germain      |           |                                                              |
| 1977                                     | 1989     | Jacques Maraninchi |           |                                                              |
| 1989                                     | 2001     | Jean-Michel Houy   |           |                                                              |
| mars 2001                                | en cours | Jacques Gombault   | DVD       | Ingénieur Vice-président de la CC du Val d'Essonne (2002 → ) |

### Tendances et résultats politiques
Élections présidentielles, résultats des deuxièmes tours :
- Élection présidentielle de 2002 : 80,37 % pour Jacques Chirac (RPR), 19,63 % pour Jean-Marie Le Pen (FN), 82,66 % de participation[57].
- Élection présidentielle de 2007 : 64,52 % pour Nicolas Sarkozy (UMP), 35,48 % pour Ségolène Royal (PS), 90,60 % de participation[58].
- Élection présidentielle de 2012 : 57,96 % pour Nicolas Sarkozy (UMP), 42,04 % pour François Hollande (PS), 84,06 % de participation[59].

Élections législatives, résultats des deuxièmes tours :
- Élections législatives de 2002 : 69,83 % pour Franck Marlin (UMP), 30,17 % pour Gérard Lefranc (PCF), 58,92 % de participation[60].
- Élections législatives de 2007 : 54,77 % pour Franck Marlin (UMP) élu au premier tour, 15,85 % pour Marie-Agnès Labarre (PS), 61,94 % de participation[61].
- Élections législatives de 2012 : 61,75 % pour Franck Marlin (UMP), 38,25 % pour Béatrice Pèrié (PS), 52,61 % de participation[62].

Élections européennes, résultats des deux meilleurs scores :
- Élections européennes de 2004 : 20,05 % pour Harlem Désir (PS), 17,79 % pour Patrick Gaubert (UMP), 48,30 % de participation[63].
- Élections européennes de 2009 : 30,18 % pour Michel Barnier (UMP), 18,02 % pour Daniel Cohn-Bendit (Europe Écologie), 41,80 % de participation[64].
- Élections européennes de 2014 : 27,62 % pour Aymeric Chauprade (FN), 24,27 % pour Alain Lamassoure (UMP), 41,82 % de participation[65].

Élections régionales, résultats des deux meilleurs scores :
- Élections régionales de 2004 : 41,27 % pour Jean-François Copé (UMP), 41,27 % pour Jean-Paul Huchon (PS), 71,12 % de participation[66].
- Élections régionales de 2010 : 52,20 % pour Valérie Pécresse (UMP), 47,80 % pour Jean-Paul Huchon (PS), 50,05 % de participation[67].

Élections cantonales, résultats des deuxièmes tours :
- Élections cantonales de 2001 : données manquantes.
- Élections cantonales de 2008 : 62,58 % pour Patrick Imbert (UMP), 37,42 % pour Christian Richomme (PS), 44,64 % de participation[68].

Élections municipales, résultats des deuxièmes tours :
- Élections municipales de 2001 : données manquantes.
- Élections municipales de 2008 : 559 voix pour Michel Caron (?), 558 voix pour Fabien Angel (?), 57,81 % de participation[69].

Référendums :
- Référendum de 2000 relatif au quinquennat présidentiel : 71,26 % pour le Oui, 28,74 % pour le Non, 36,16 % de participation[70].
- Référendum de 2005 relatif au traité établissant une Constitution pour l'Europe : 51,32 % pour le Non, 48,68 % pour le Oui, 77,25 % de participation[71].

### Enseignement
Les élèves d'Ormoy sont rattachés à l'académie de Versailles. La commune dispose sur son territoire de l'école maternelle de l'Aune et de l'école élémentaire Louis Pasteur.

### Jumelages
La commune d'Ormoy n'a développé aucune association de jumelage.

## Vie quotidienne à Ormoy

### Lieux de culte

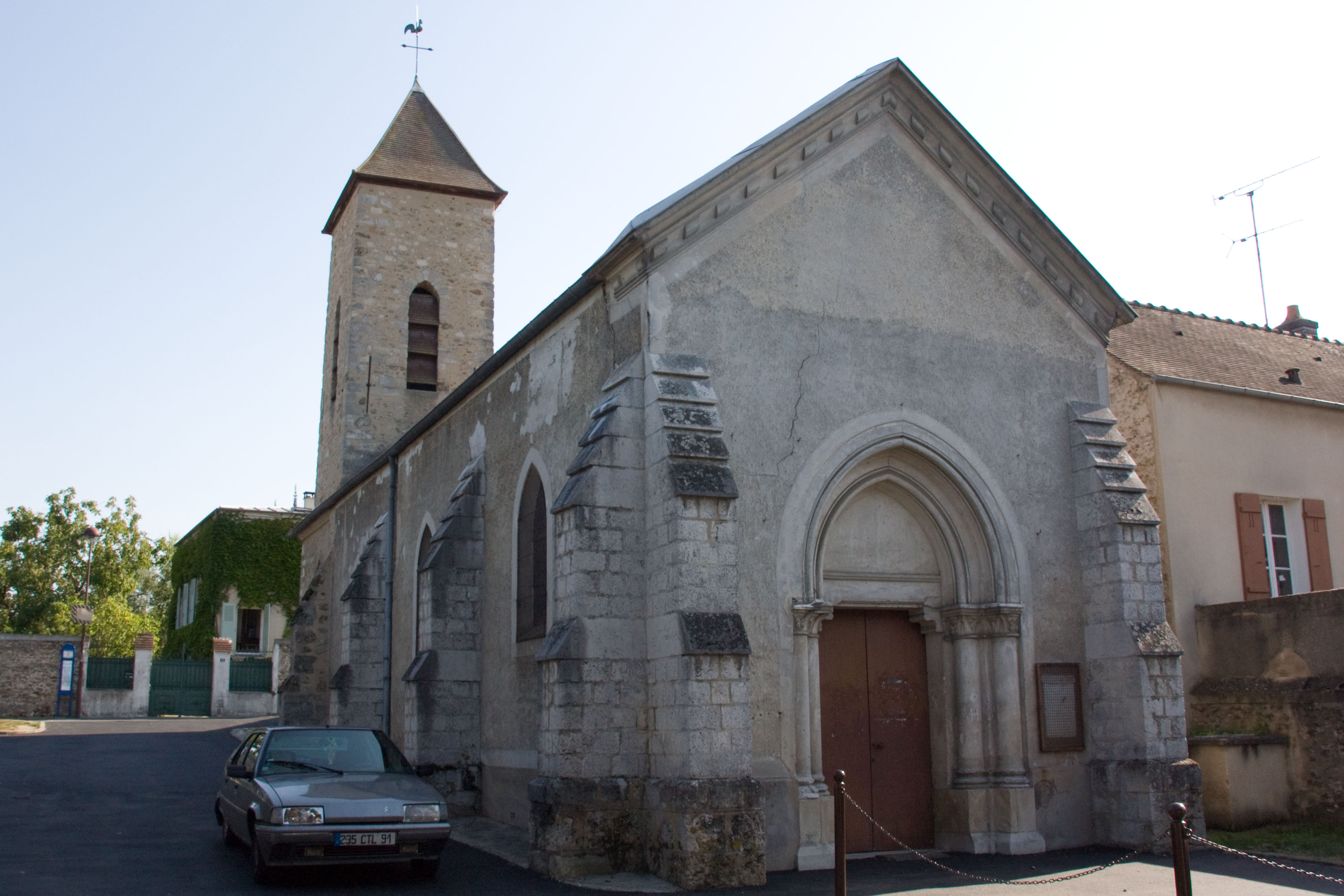
L'église Saint-Jacques.

La paroisse catholique d'Ormoy est rattachée au secteur pastoral de La Ferté-Alais-Val d'Essonne et au diocèse d'Évry-Corbeil-Essonnes. Elle dispose de l'église Saint-Jacques.

### Médias
L'hebdomadaire Le Républicain relate les informations locales. La commune est en outre dans le bassin d'émission des chaînes de télévision France 3 Paris Île-de-France Centre, IDF1 et Téléssonne intégré à Télif.

## Économie

### Emplois, revenus et niveau de vie
En 2006, le revenu fiscal médian par ménage était de 22 628 €, ce qui plaçait la commune au 1 108e rang parmi les 30 687 communes de plus de cinquante ménages que compte le pays et au cent troisième rang départemental.
| Répartition des emplois par catégories socioprofessionnelles en 2006. |              |                                           |                                                   |                            |                          |                           |
|                                                                       | Agriculteurs | Artisans, commerçants, chefs d’entreprise | Cadres et professions intellectuelles supérieures | Professions intermédiaires | Employés                 | Ouvriers                  |
| Ormoy                                                                 | -            | -                                         | -                                                 | -                          | -                        | -                         |
| Zone d’emploi d’Évry                                                  | 0,3 %        | 4,0 %                                     | 20,2 %                                            | 29,6 %                     | 28,2 %                   | 17,7 %                    |
| Moyenne nationale                                                     | 2,2 %        | 6,0 %                                     | 15,4 %                                            | 24,6 %                     | 28,7 %                   | 23,2 %                    |
| Répartition des emplois par secteurs d’activités en 2006.             |              |                                           |                                                   |                            |                          |                           |
|                                                                       | Agriculture  | Industrie                                 | Construction                                      | Commerce                   | Services aux entreprises | Services aux particuliers |
| Ormoy                                                                 | -            | -                                         | -                                                 | -                          | -                        | -                         |
| Zone d’emploi d’Évry                                                  | 0,9 %        | 13,5 %                                    | 5,4 %                                             | 14,6 %                     | 16,2 %                   | 6,9 %                     |
| Moyenne nationale                                                     | 3,5 %        | 15,2 %                                    | 6,4 %                                             | 13,3 %                     | 13,3 %                   | 7,6 %                     |
| Sources : Insee,                                                      |              |                                           |                                                   |                            |                          |                           |

## Culture locale et patrimoine

### Patrimoine environnemental
Les berges de l'Essonne au nord et le bois qui les borde ont été recensés au titre des espaces naturels sensibles par le conseil départemental de l'Essonne.

### Patrimoine architectural
- L'église Saint-Jacques du XIIe siècle a été inscrite aux monuments historiques le 6 mars 1926[35].

### Héraldique
| Blason de Ormoy (Essonne) | Blason  | D'azur au chevron d'or accompagné de trois croisettes ancrées du même, au chef ondé aussi d'azur soutenu d'un filet ondé d'argent chargé de trois coquilles du même. |
| Blason de Ormoy (Essonne) | Détails | |